# Club Baloncesto Caja Bilbao
El Club Baloncesto Caja Bilbao fou un club de basquetbol basc de la ciutat de Bilbao.
El club va ser fundat l'any 1983. Ascendí a la lliga ACB l'any 1987, i hi romangué cinc temporades. Va desaparèixer l'any 1994 per problemes econòmics.

## Temporades
| Temporada | Nivell | Divisió      | Pos. | G–P   | Copa del Rei     | Altres       | Altres           |
| --------- | ------ | ------------ | ---- | ----- | ---------------- | ------------ | ---------------- |
| 1984–85   | 2      | 1a Divisió B | 4t   | 17–9  |                  |              |                  |
| 1985–86   | 2      | 1a Divisió B | 2n   | 20–8  |                  |              |                  |
| 1986–87   | 1      | Lliga ACB    | 9è   | 13–18 | Semifinals       | Copa Príncep | Quarts de final  |
| 1987–88   | 1      | Lliga ACB    | 12è  | 15–15 |                  | Copa Príncep | Vuitens de final |
| 1988–89   | 1      | Lliga ACB    | 11è  | 17–24 | Vuitens de final |              |                  |
| 1989–90   | 1      | Lliga ACB    | 15è  | 16–13 | Vuitens de final |              |                  |
| 1990–91   | 1      | Lliga ACB    | 23è  | 15–28 | Primera ronda    |              |                  |
| 1991–92   | 2      | 1a Divisió   | 9è   | 21–15 |                  |              |                  |
| 1992–93   | 2      | 1a Divisió   | 3r   | 32–12 |                  |              |                  |
| 1993–94   | 2      | 1a Divisió   | 1r   | 37–13 |                  |              |                  |